# Schermer
Schermer é um antigo município dos Países Baixos localizado na província da Holanda do Norte. A sede do município fica na cidade de Stompetoren.